# Lago Bajkal
Il lago Bajkal (in russo Байка́л?, Bajkál, [bʌjˈkɑl], ; in mongolo e in buriato Байгал далай, Bajgal dalaj, o anche Байгал нуур, Bajgal nuur) è un lago della Siberia meridionale, diviso fra i territori dell'oblast' di Irkutsk e della Repubblica di Buriazia. È stato posto sotto la tutela dell'UNESCO come patrimonio dell'umanità nel 1996. Fa parte della lista delle Sette meraviglie della Russia.
Con i suoi 1 642 metri di profondità massima, è il lago d'acqua dolce più profondo del mondo e quello con il volume maggiore.

Panorama del lago Bajkal dall'isola di Ol'chon

## Geografia

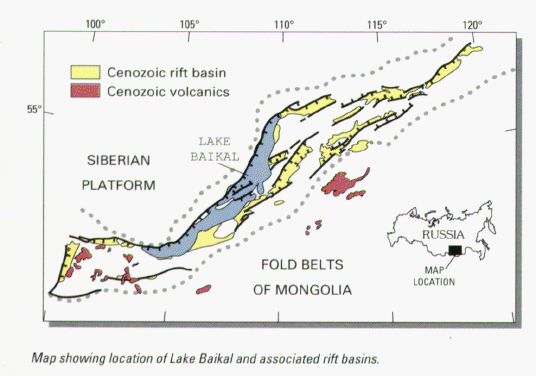
Carta tettonica semplificata dell'area.

Il lago Bajkal si estende su una superficie di 31722 km², che ne fa uno dei maggiori laghi al mondo per superficie; si allunga per 636 km da nord a sud ed è il secondo del mondo per lunghezza dopo il lago Tanganica, con una larghezza media di 48 km (massima 79,4 km). La profondità media del lago è di 744 m, con una massima di 1 642 m nella parte centrale. 
Queste caratteristiche ne fanno contemporaneamente il lago d'acqua dolce più profondo del mondo e quello con il volume maggiore (23615 km³). Contiene un volume d'acqua pressoché equivalente a quello dei cinque grandi laghi americani messi assieme. Si stima che contenga circa il 20% delle riserve d'acqua dolce del pianeta, esclusi i ghiacciai e le calotte polari.
Il lago Bajkal si estende in una zona geologicamente molto tormentata; occupa una zona di sprofondamento (fossa tettonica) molto profonda (la criptodepressione arriva a quasi 1200 m sotto il livello del mare, dato che la superficie del lago è a circa 450 m s.l.m.), ed è circondato da piccole catene montuose che si allungano tutto intorno alle sue coste: monti del Bajkal, monti del Barguzin, monti Primorskij, monti Chamar-Daban, monti Ulan-Burgasy e, all'estremità settentrionale, l'Altopiano Stanovoj.

### Idrografia

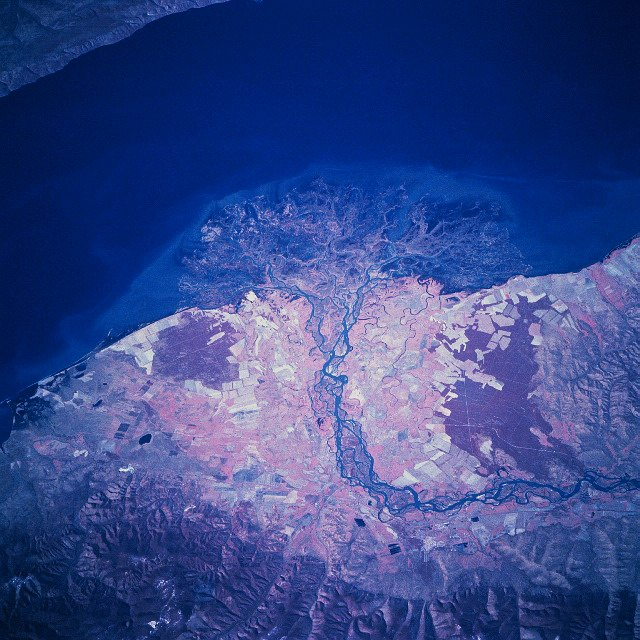
Foce a delta del fiume Selenga.

Il Bajkal riceve le acque di 336 immissari, i maggiori dei quali sono il Selenga (che nasce in Mongolia), il Barguzin, la Verchnjaja Angara (Angara Superiore), la Turka e la Snežnaja; possiede per contro un solo emissario, l'Angara, tramite il quale il lago tributa allo Enisej. Il bacino imbrifero del Bajkal si estende su una superficie di circa 557000 km².

### Isole e penisole
La più grande isola del lago Baikal è Ol'chon, con un'area di quasi 730 km², ma ci sono altre 26 isole minori, tra cui le isole Uškan'i, Ogoj e Jarki. La maggiore penisola è Svjatoj Nos, che si trova sul lato orientale del lago.

### Clima
Il Bajkal si trova in una regione dal clima molto duro, con fortissime escursioni termiche fra le stagioni estreme; il lago, con la sua enorme massa d'acqua, esercita una forte azione di mitigazione delle temperature, con il risultato di avere inverni meno freddi ed estati più fresche e umide delle zone circostanti. D'inverno il lago è interessato da un esteso congelamento delle acque superficiali; questi ghiacci, per via della inerzia termica data dalla gran massa d'acqua, tendono a formarsi piuttosto tardi (dicembre) e a fondere completamente solo verso maggio.
Il lago è frequentemente battuto da un forte vento che viene chiamato "sarma" dalle popolazioni locali, che può toccare i 150 km/h.

## Ambiente

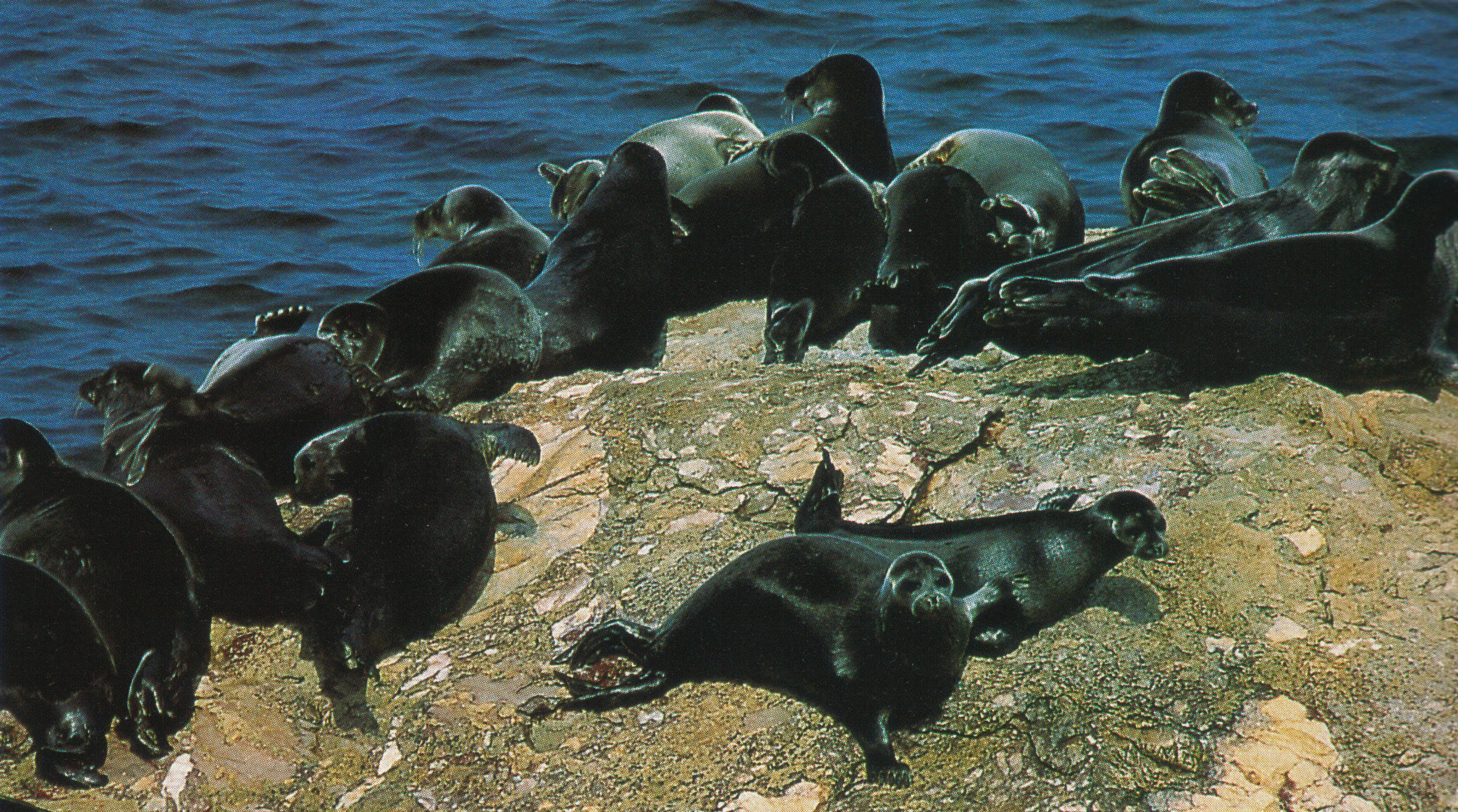
Un gruppo di foche nerpa del Bajkal

Il lago Bajkal è caratterizzato da un ambiente atipico per un lago: le sue acque sono molto ricche d'ossigeno (soluzione satura al 75%) e anche il punto più profondo è popolato da forme di vita, mentre in altri laghi profondi in varie parti del mondo le forme di vita macroscopica scompaiono oltre i 300 m a causa dell'anossia.
Il lago Bajkal è sede di svariati endemismi.
Nel 1962 erano state censite nel lago e nelle sue vicinanze 1 220 diverse specie animali e vegetali, nel 1978 il numero era cresciuto a 1 400 e da allora ogni anno nuove forme di vita continuano ad essere scoperte. Ad oggi le nuove specie scoperte in loco sono oltre 2 500, di cui il 60% di tipo animale ed il 15% di tipo vegetale. Nel lago vi sono 250 specie di crostacei e ben 52 di pesci, di cui 27 endemiche del Bajkal.
Una delle specie più caratteristiche è la nerpa, la foca del Bajkal (Pusa sibirica), specie endemica di taglia piccola, dal manto grigio scuro, si nutre di pesci, ed è all'apice della catena alimentare del lago Bajkal. Alla fine del secolo scorso la caccia ne aveva drasticamente ridotto il numero, oggi risalito, grazie ad una politica di tutela, ad oltre 75 000 individui.

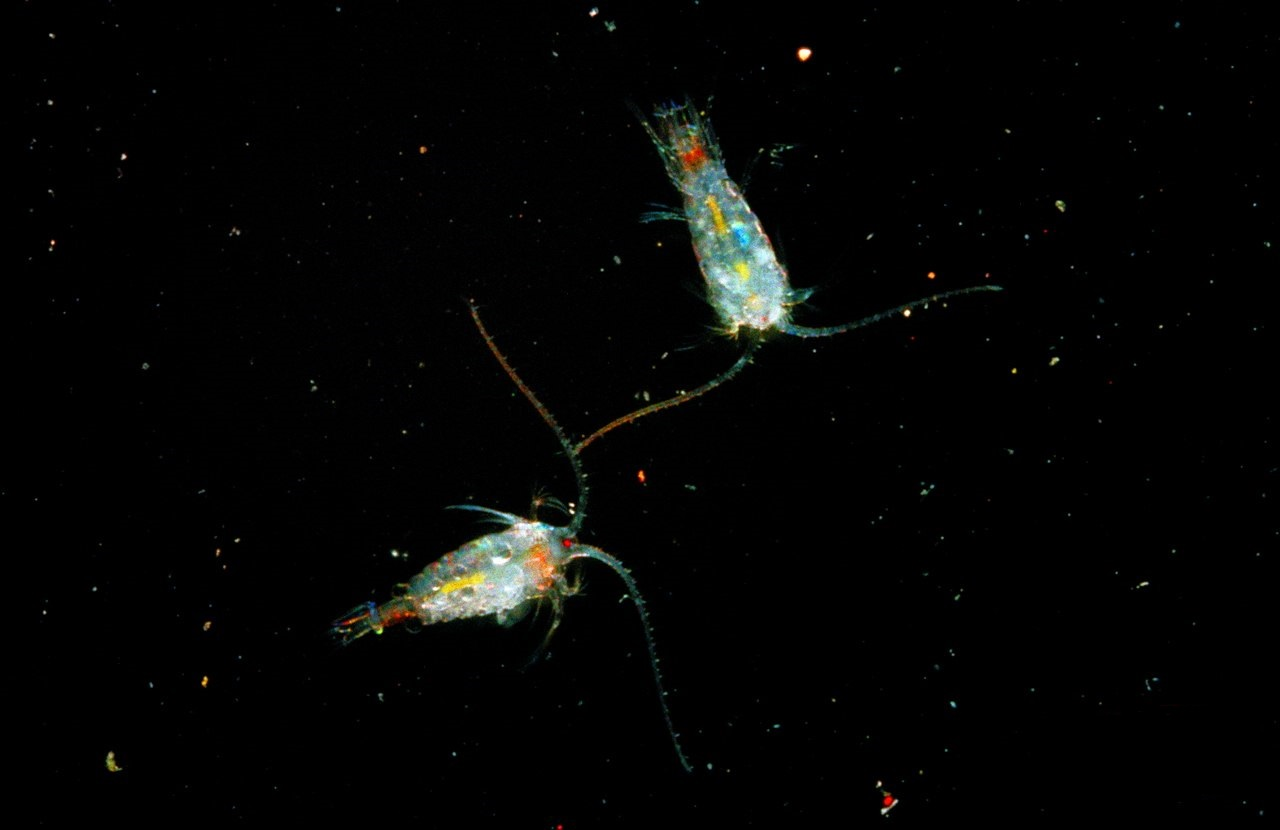
Epischura baicalensis

All'altra estremità della catena alimentare c'è un piccolo crostaceo filtratore del genere Epischura, che costituisce il 97% del plancton e raggiunge una biomassa pari a circa 4 milioni di tonnellate. Questo gamberetto non sopporta una temperatura più elevata di 12 °C, e quindi necessita di una elevata concentrazione di ossigeno, né sopporta una concentrazione salina anche solo leggermente superiore a quella (molto bassa) del lago Bajkal, ossia 100 mg di sali per litro d'acqua.
Alcuni ricercatori ritengono che soprattutto le specie endemiche più piccole si siano evolute dall'antica fauna di un immenso lago salmastro che sembra ricoprisse quasi l'intera Asia centrale agli inizi del Terziario (65 milioni di anni fa). Più tardi, 30 milioni di anni fa, il predetto lago si era frammentato in tanti piccoli laghi salmastri circondati da foreste di tipo tropicale. Una serie di importanti sconvolgimenti tettonici (ancor oggi in loco si verificano oltre 2 000 scosse ogni anno) dovuti alla collisione tra il continente euroasiatico e il sub-continente indiano, formarono una profonda frattura nella crosta terrestre la quale venne progressivamente riempita dalle acque convogliate dalla vasta pianura circostante, il volume d'acqua raccolto equivale alla massa d'acqua trasportabile da tutti i fiumi del pianeta nell'arco di un intero anno.
La fossa di frattura del Bajkal è una delle tipiche strutture geologiche estensionali, particolarmente vistosa perché superficiale, che si formano perpendicolarmente alle catene orogeniche (la catena orogenica in questo caso è quella himalayana).
Alcuni pesci, come la golomjanka (Comephorus baikalensis), e la suddetta foca del Bajkal sembrano essere arrivati in queste acque in epoche più recenti, forse dall'Artico attraverso gli immensi fiumi siberiani.
Nei pressi del lago esiste una riserva naturale nella quale vivono gli zibellini, specie a rischio di estinzione che oggi viene protetta, ed il cui allevamento è monopolio dello Stato russo.

### Inquinamento
Le acque del lago, mai più calde di 14 °C, lasciano filtrare lo sguardo fino a più di 40 m di profondità. Tale purezza è stata a più riprese posta a rischio da svariati eventi:
- negli anni settanta, con il progetto per la costruzione della ferrovia Bajkal-Amur, voluta dall'allora segretario generale del Partito Comunista dell'Unione Sovietica Leonid Brežnev per aprire la Siberia allo sfruttamento delle sue materie prime;
- attraverso la nascita della città di Severobajkal'sk, 600 km a nord del lago;
- riversando nel Bajkal gli scarichi delle industrie di Ulan-Udė (capitale della Buriazia, 350 000 abitanti), attraverso il fiume Selenga;
- costruendo, proprio a Bajkal'sk, ad un centinaio di metri dalla riva, un grande impianto di trasformazione del legno e di lavorazione della cellulosa, peraltro contestato dalle popolazioni locali.[3]

Negli anni '60 il grande fisico Pëtr Kapica, a fianco di altri scienziati sovietici, difese l'integrità ambientale del lago contro un progetto di estesa industrializzazione (v. la voce Kapica nell'Enciclopedia Italiana). Fin dagli anni settanta, a protestare contro l'inquinamento del lago vi fu il biologo Grigorij Galazyj, membro dell'Accademia delle Scienze, ed allora direttore dell'Istituto di limnologia di Irkutsk, successivamente direttore del Museo del Bajkal. Secondo Galazyj "Nessuno dei molti decreti e progetti varati per proteggere il Bajkal è stato messo in atto, ed ogni giorno l'impianto per la lavorazione del legno riversa nel lago 250000 l di acque di scarico, oltre a consumare 500000 m³ di legno l'anno".

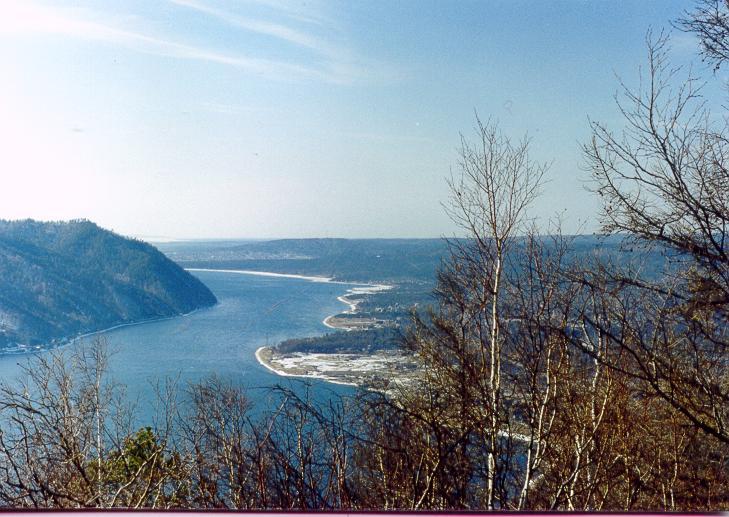
Il fiume Angara in uscita dal Bajkal.

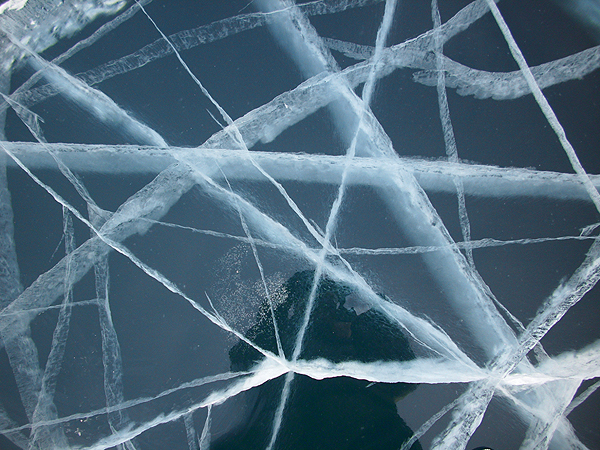
Il ghiaccio del lago Bajkal

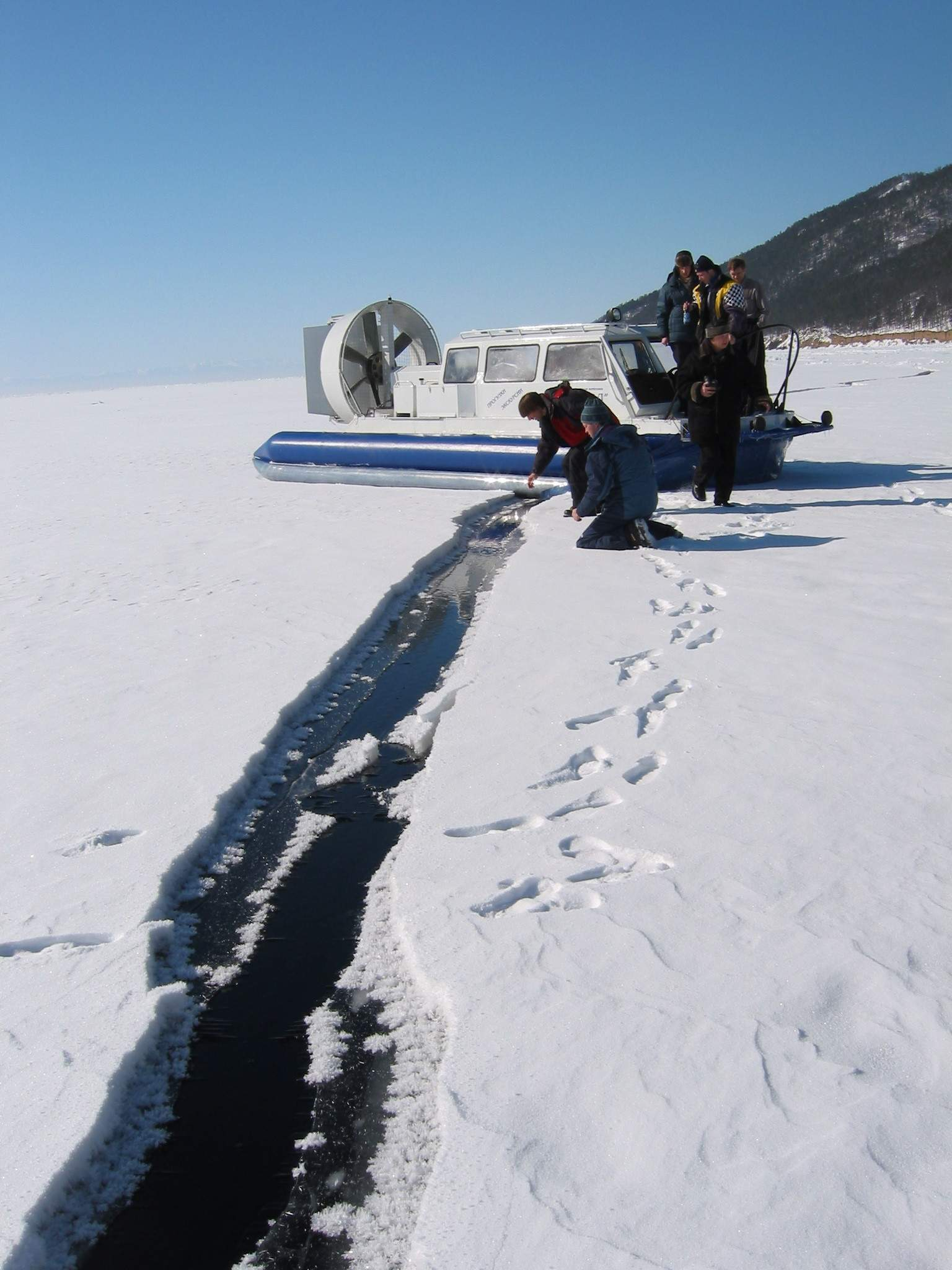
Esame di ghiaccio di copertura in barca su un cuscino d'aria Hivus-10

## Storia
Sulle sponde del lago si sono insediate comunità di credo differente; le religioni principali sono tre: lo sciamanesimo tibetano, il buddhismo ed il cristianesimo ortodosso che fu portato dai russi dopo che Kurbat Ivanov scoprì le acque del lago Bajkal nel 1643.
Il territorio della Buriazia, che è bagnata dal Bajkal per il 60% della linea costiera e la sua gente, i Buriati, furono annessi allo Stato russo dai trattati del 1689 e del 1728, quando le terre intorno al Bajkal furono separate dalla Mongolia. Dalla metà del XVII secolo all'inizio del XX il numero di Buriati aumentò da 27 700 a 300 000.
Dopo l'annessione della Buriazia alla Russia la cultura buriata subì le influenze del buddhismo tibetano e della Chiesa cristiana ortodossa. I Buriati furono per lo più sottoposti ad un processo di integrazione ad usi e costumi tipicamente russi che li portò ad abbandonare progressivamente il nomadismo unitamente all'agricoltura itinerante, mentre i Buriati dell'est (Transbajkal) subirono l'influenza mongola (ancora oggi diversi gruppi vivono in yurta e sono in gran parte buddhisti). Nel Settecento fu costruito il primo monastero buddhista buriato.

### I Buriati
Il nome "Buriati" è menzionato per la prima volta in un'opera mongola: infatti costoro sono i discendenti diretti dell'antico popolo nomade dei Mongoli ed ancora oggi vivono lungo le sponde del lago; una leggenda locale asserisce che la madre di Gengis Khan fosse nata nel villaggio di Barguzin, sulla riva orientale del lago. I Buriati d'inverno sono soliti attraversare il lago ghiacciato (quando la crosta è spessa 1 metro) con i camion poiché in tal modo la distanza fra le città di Irkutsk e Ulan-Udė si accorcia di molto, anche se questa pratica è molto pericolosa. I Buriati sono soliti pescare l'"omul", specie endemica piuttosto pregiata, unitamente ad altre 52 specie presenti nel lago e svariati tipi di crostacei.
Un'antica credenza popolare afferma che esistono due demoni maligni abitanti delle acque profonde intorno all'isola di Ol'chon: "Burkhan" e "Doshkin Nojon", pronti a prendersi le anime dei pescatori durante le tempeste. Una piccola consuetudine è quella di collocare dei nastrini colorati portafortuna detti "semelga" sopra gli arbusti.

### La Roccia dello Sciamano
Capo Burchan (мыс Бурхан), detto "la Roccia dello Sciamano", si trova sulla costa nord-ovest dell'isola di Ol'chon, e si protende nelle acque dello stretto Maloe more. La roccia è il punto più famoso dell'isola, un luogo sacro, e non solo per lo sciamanesimo, ma anche per il lamaismo dei buriati. Monaci buddisti credevano che nella grotta vivesse una divinità mongola e venivano qui in pellegrinaggio.
La roccia è alta 42 m e ha una tortuosa caverna vicino alla riva dove poteva avere accesso solo lo sciamano, mentre era vietata alle donne che dovevano tenersi a grande distanza. Era venerata dalla popolazione locale e luogo di sacrifici. Ai piedi della roccia è rimasto un misterioso disegno e una scritta in sanscrito.

## Turismo
I principali punti turistici sono Listvjanka, la ferrovia Circum-Baikal, Ol'chon e la baia di Barguzin.
Ci sono diversi percorsi turistici, ma il più famoso è la Great Baikal Trail. Questo è un progetto di volontariato, un percorso pittoresco lungo la costa del Baikal da Listvjanka a Bol'šoe Goloustnoe. La lunghezza totale del percorso è di 55 km, ma i turisti di solito ne percorrono solo una parte - una sezione di 25 km fino a Bol'šie Koty.

## Ricerca

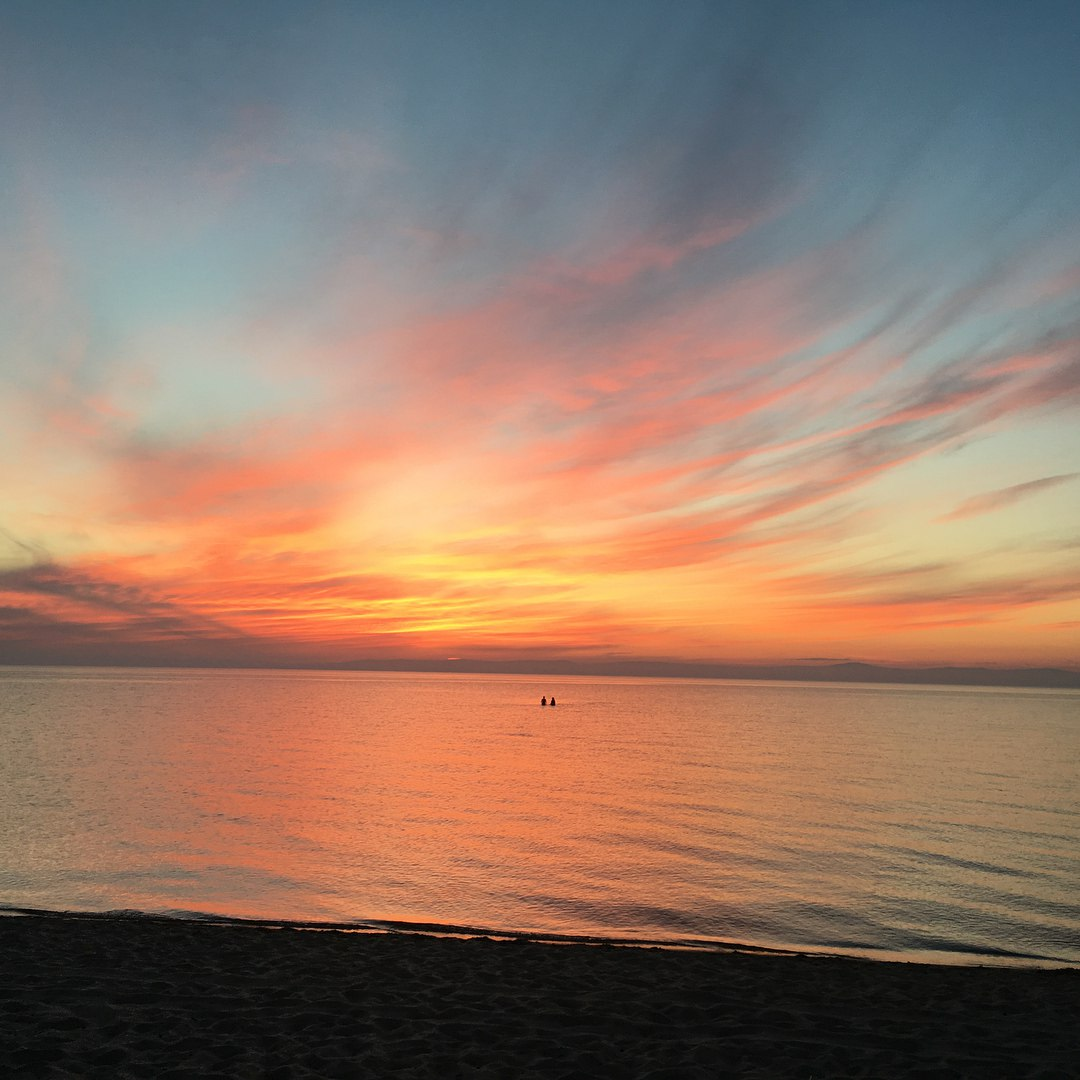
Tramonto sul lago Bajkal

Diverse organizzazioni stanno portando avanti progetti di ricerca scientifica presso il lago Baikal. La maggior parte di esse sono governative o associate con organizzazioni non governative. Il Centro di Ricerca Baikal è un'organizzazione di ricerca indipendente che porta avanti la realizzazione di progetti educativi e di ricerca ambientale al lago Baikal.
Nel luglio 2008, la Russia ha inviato due piccoli sommergibili, Mir -1 e Mir - 2, che scesero per 1592 m (5223 ft) sul fondo del lago Baikal per condurre test geologici e biologici sul suo ecosistema unico.
Dal 1993, il lago Baikal è uno dei principali centri di ricerca al mondo sul neutrino. Lo studio di questa particella è stato condotto presso il lago Baikal grazie al Baikal Deep Underwater Neutrino Telescope (BDUNT). Il Baikal Neutrino Telescope NT - 200 è stato disposto sotto la superficie del lago, a 3,6 km (2,2 miglia) dalla costa e ad una profondità di 1,1 km (0,68 miglia) . Si compone di 192 moduli (sensori) ottici (OM).

## Riferimenti nella cultura di massa
- Il numero 8 del fumetto italiano Nemrod (giugno 2008) è ambientato in questo lago e nelle zone circostanti.
- La prima parte del romanzo di Clive Cussler Il tesoro di Gengis Khan è ambientata su questo lago.
- Il romanzo di James Rollins L'occhio dell'inferno (titolo originale: The Eye of God) ha il suo epilogo sull'isola di Ol'chon, nella caverna sottostante la Roccia dello Sciamano.
- Lo scrittore e avventuriero francese Sylvain Tesson ha vissuto da solo per 6 mesi in una capanna sulla sponda nord del lago; su questa esperienza ha scritto un libro, Nelle foreste siberiane. Febbraio-luglio 2010.
- Il romanzo La conchiglia di Anataj di Carlo Sgorlon descrive la costruzione della ferrovia Transiberiana sulle sponde del lago.
- Il romanzo La fenice del Bajkal di Folco Quilici è ambientato sul lago.
- All'interno del videogioco Metro Exodus, nella scena finale del gioco, quando viene deposta la salma del Colonnello Miller.
- In uno degli episodi del romanzo Aleph di Paulo Coelho il protagonista si reca al lago, proprio alla Roccia dello Sciamano.
- Nel manga e nel rispettivo adattamento anime Undead Unluck, i due protagonisti giungono sul lago per un combattimento

Nel noir L'enigma siberiano di Martin Cruz Smith il protagonista Arkadi Renko si reca diverse volte sul lago Bajkal e sull'isola di Ol'chon ed in prossimità di Capo Ryty riesce a salvare Tatiana,la sua donna.

## Galleria d'immagini

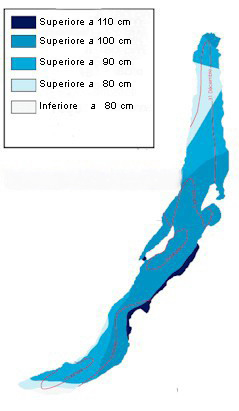
Scala spessore del ghiaccio
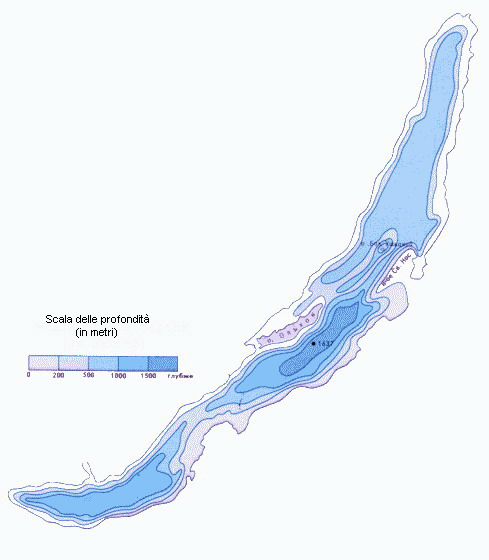
La scala delle profondità
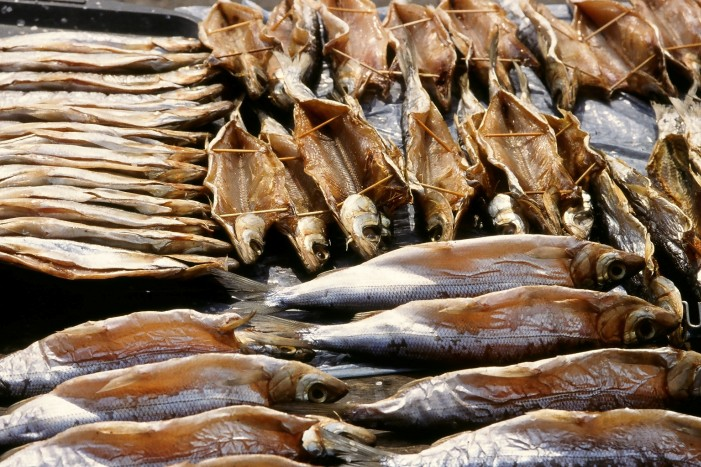
Pesce "omul" affumicato e salato al mercato di Listvjanka
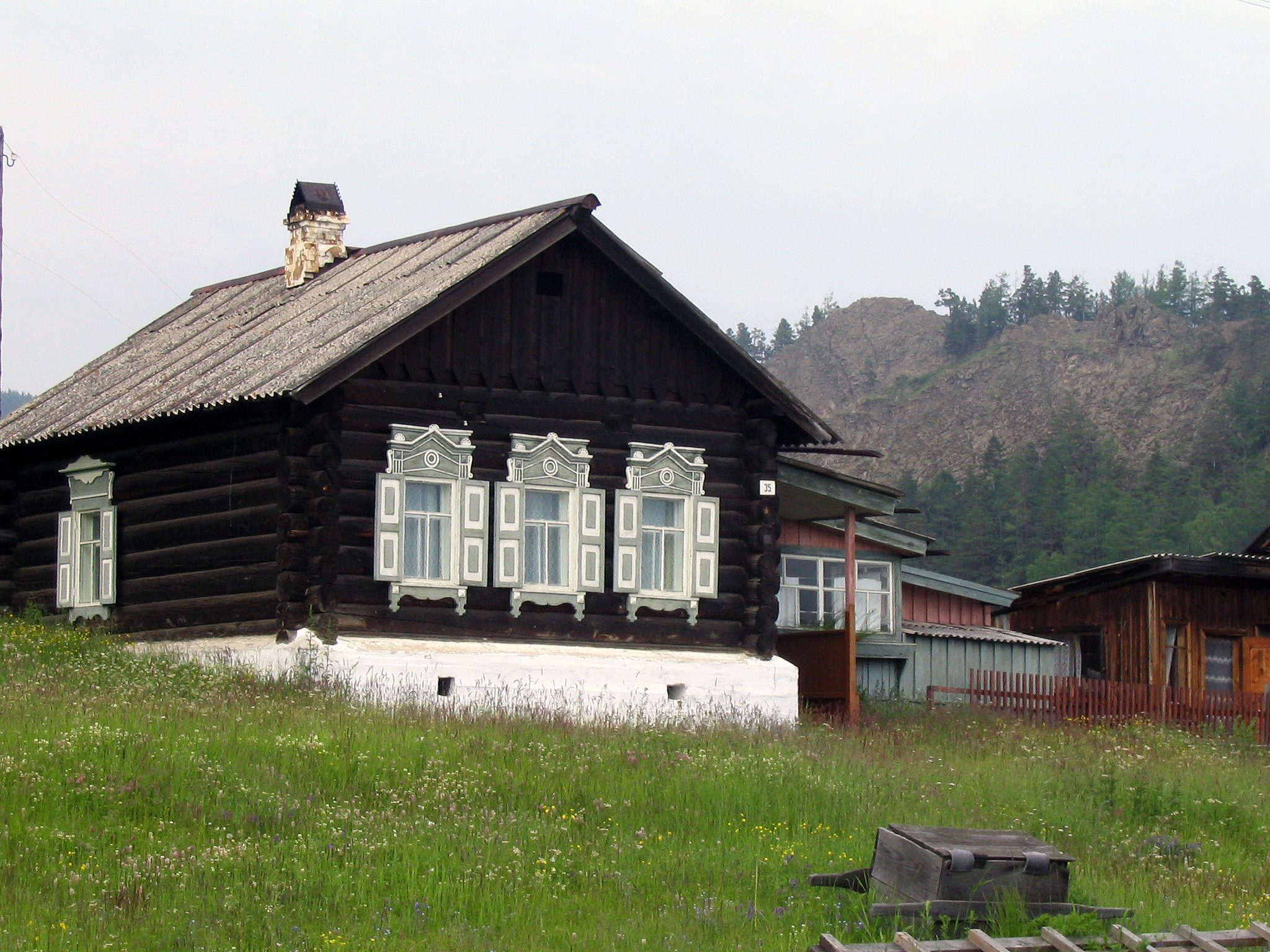
Casa in legno sita nei pressi del lago
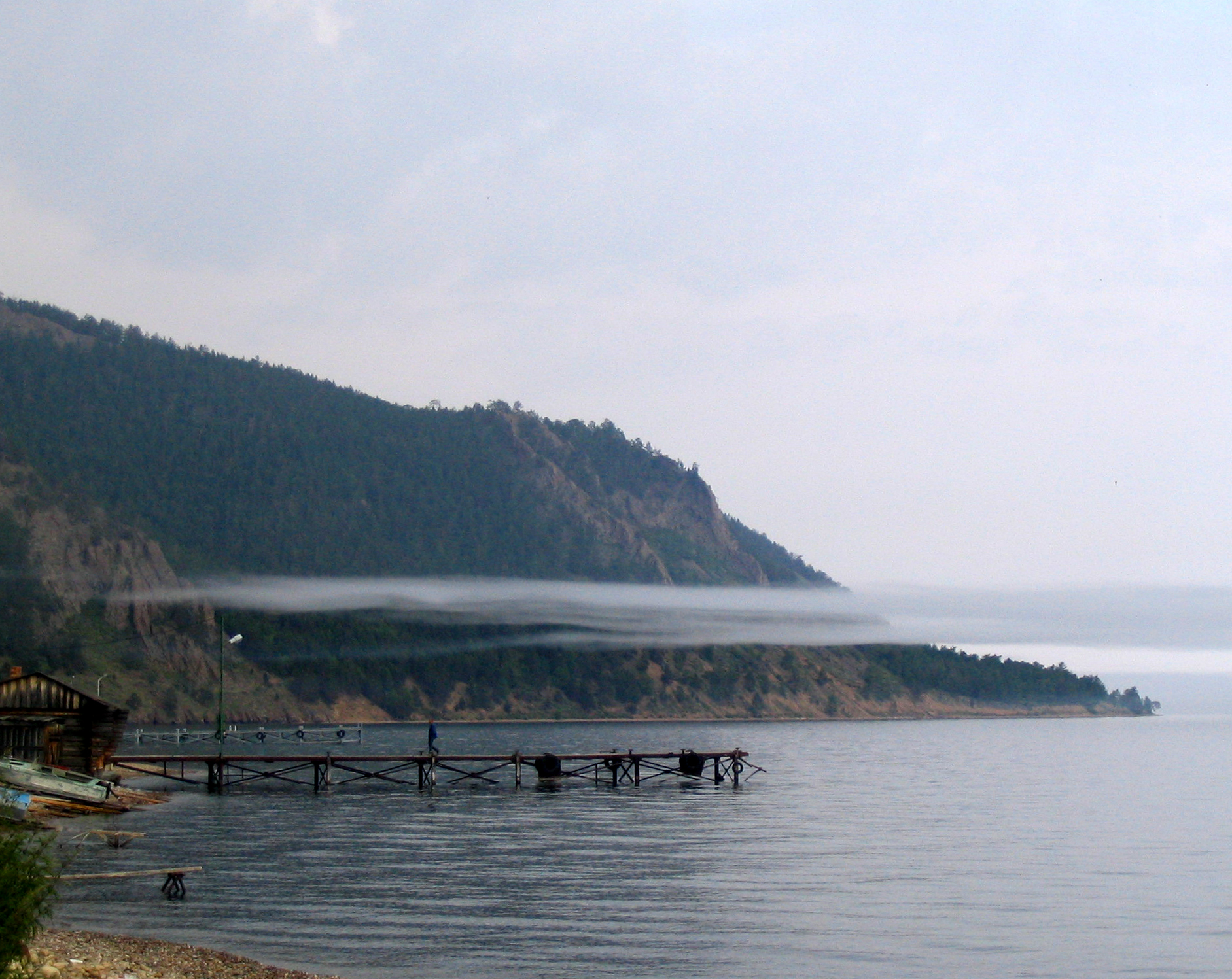
Tratto della sponda nord
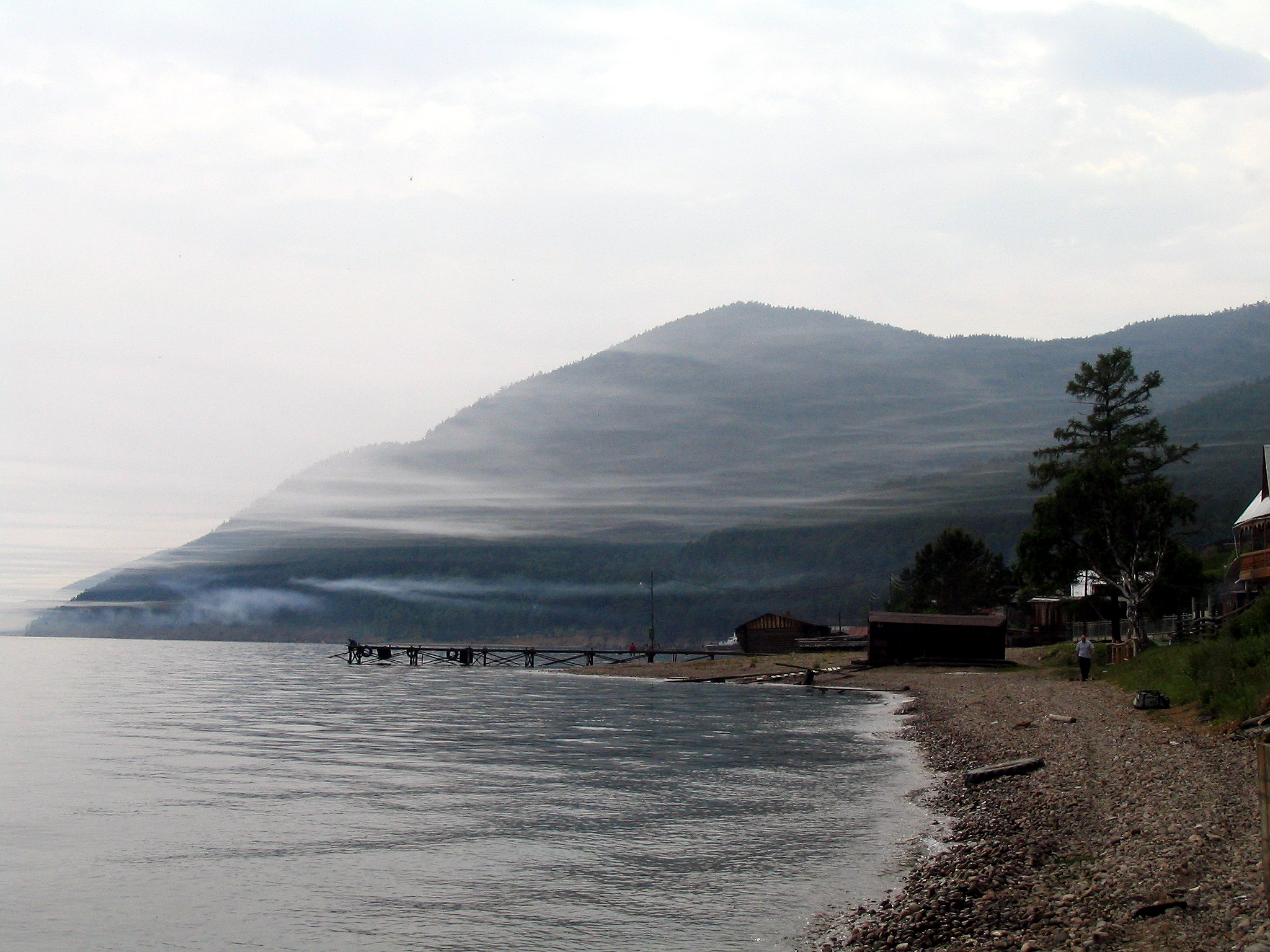
Tratto della sponda sud

## Bibliografia

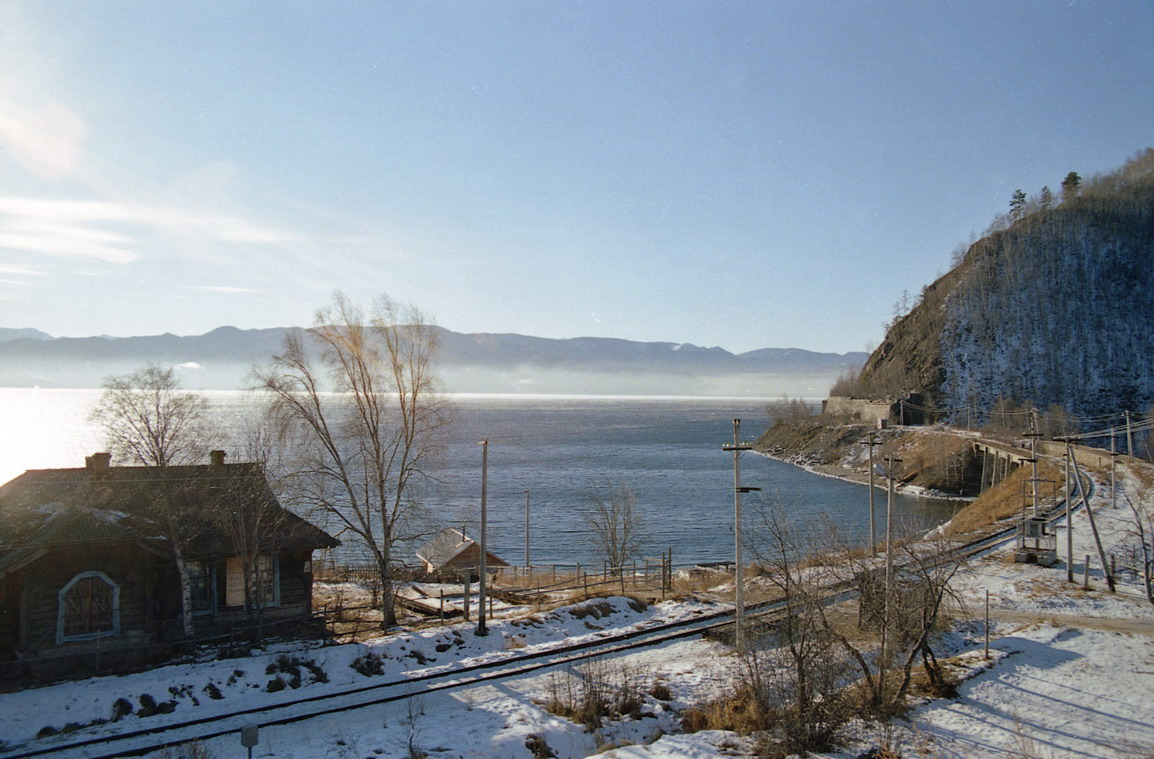
La Ferrovia Circolare in prossimità del villaggio di Angasolka